# Stegopoma dimorphum
Stegopoma dimorphum är en nässeldjursart som beskrevs av Nutting 1927. Stegopoma dimorphum ingår i släktet Stegopoma och familjen Tiarannidae. Inga underarter finns listade i Catalogue of Life.